# Santo Antônio do Içá
Santo Antônio do Içá – miasto i gmina w Brazylii, w stanie Amazonas. Znajduje się w mezoregionie Sudoeste Amazonense i mikroregionie Alto Solimões.